# Némó nyomában
A Némó nyomában (eredeti cím: Finding Nemo) 2003-ban bemutatott egész estés  amerikai 3D-s számítógépes animációs filmvígjáték, amely az 5. Pixar-film. Az animációs filmet Lee Unkrich rendezett, a forgatókönyvet Andrew Stanton írta, a zenéjét Thomas Newman szerezte, a producere Graham Walters. A Walt Disney Pictures készítette, a Buena Vista Pictures forgalmazta. Története szerint a túlzottan aggódó bohóchal, Pizsi egy palettás doktorhal társaságában indul fia, Némó keresésére, s az út során megtanulja a kockázatvállalás jelentőségét és azt, hogy fia képes magától is boldogulni.
Az észak-amerikai bemutatóra 2003. május 30-án került sor, lelkes kritikai fogadtatással övezve, ami a legjobb animációs filmnek járó Oscar-díj elnyerésével teljesedett ki. A jegypénztáraknál is sikert aratott a Némó nyomában, világszerte több mint 860 millió dolláros bevételre téve szert, majd később az egyik legkeresettebb DVD-kiadvánnyá nőtte ki magát. A magyar mozik 2003. november 20-tól vetítették az InterCom forgalmazásában.

## Cselekmény
Pizsi, a közönséges bohóchal nagy energiát fordít egyetlen gyermeke, Némó védelmezésére, miután feleségét és többi utódját felfalja egy ragadozóhal. Ikrájának repedése miatt Némó egyik úszója nem fejlődött ki rendesen, ám apja „szerencse-úszónak” titulálja az erőtlen testrészt. Az első napon az iskolában a többi gyerek túlféltő apja miatt piszkálja Némót, aki bizonyítani akarván kiúszik a zátonyról a nyílt vízre. Egy pillanat alatt foglyul ejti egy búvár, majd kimászik csónakjába és elhajt. Pizsi kétségbeesetten veszi üldözőbe a gyors járművet, ám képtelen tartani az iramot. Belebotlik egy rövidtávú memóriazavarban szenvedő doktorhalba, Szenillába, aki látta, merre tart a hajó, így felajánlja segítségét. Hamarosan rábukkannak a búvár szemüvegére a fenéken, s Szenilla leolvassa a beleírt nevet és címet: P. Sherman; 42 Wallaby Way, Sydney, Ausztrália. Elindulnak hát; Pizsi elszántságának története sebesen terjed szét az óceánban, s számos élőlény nyújt segítséget a keresésben.
Ezalatt P. Sherman, aki foglalkozását tekintve fogorvos, rendelője akváriumának legújabb szerzeményét köszönti Némóban. Némó találkozik a többi hallal, élükön Búbbal, a mór bálványhallal. Mikor rádöbbennek, hogy Sherman a kis kedvencekkel szörnyen bánó unokahúgának tervezi adni Némót, beszervezik a kis bohóchalat legújabb szökési tervükbe. Az elképzelés szerint eltömítik a szűrőt, így az akvárium elalgásodik, s Sherman kénytelen lesz kitisztítani. Ehhez a halakat nejlonzacskókban ki kell tennie az asztalra, ahonnét ők kigurítják magukat az ablakon, egyenesen az óceánba. A végrehajtás Némóra vár, hiszen csak ő elég kicsi ahhoz, hogy beússzon a szűrőberendezéshez. Az első kísérlet kis híján végzetesnek bizonyul, ám a második sikerrel jár, miután Némó értesül róla Iszák, a pelikán jóvoltából, hogy apja érkezik érte. A fogorvos azonban ahelyett, hogy kivenné a halakat, egy vadonatúj, fejlett, lézertechnológiájú automata tisztítót szerel fel, mialatt az akváriumlakók alszanak.
Számos kalandot követően Pizsi és Szenilla végre megérkezik Sydney kikötőjébe, ahol Iszák felismeri, s csőrében a rendelőhöz szállítja őket. Éppen akkor érkeznek, mikor Sherman unokahúgának nyújtja Némót. Némó halottnak tetteti magát, hogy lehúzzák a vécén, s így az óceánba jusson, ám maga Pizsi is úgy hiszi, fia már nem él. Iszák felbukkanása komoly felfordulást okoz a rendelőben, ami alkalmat szolgáltat Búbnak arra, hogy lejuttassa Némót az öblítő lefolyóján.
Az óceánba visszajutott Pizsi csüggedten kéri Szenillát, hogy hagyja magára. Az elszontyolodva tovább is úszik, s belebotlik Némóba. Noha memóriaproblémái egy pillanatra összezavarják, végül eszébe jut Pizsi küldetése, s magával viszi Némót. A két bohóchal örömmel teli találkozását félbeszakítja, hogy Szenilla – egy sereg sügérrel egyetemben – halászháló fogságába esik. Pizsi aggodalma ellenére Némó a segítségükre siet, s egy Búbtól tanult csellel sikerül kiszabadítania mindenkit. A trió hazatér, s ettől kezdve Pizsi már kevésbé félti fiát, tisztában annak képességeivel. Némó kalandos története lenyűgözi iskolatársait, Pizsire pedig nem mindennapi apaként tekint a többi szülő.
A kikötőben eközben az akváriumi halaknak sikerül a tervük: zacskókban gurulva eljutnak a vízfelszínre. Az ünneplés azonban megtorpan a kérdés felvetődésével: Hogyan tovább?

## Szereplők
| Szereplő           | Eredeti hang | Magyar hang           |
| ------------------ | --- | --------------------- |
| Pizsi              | Albert Brooks | Király Attila         |
| Pizsi              | Az egy szem fiát mindentől óvó, kissé neurotikus bohóchal, akinek egy életre szóló kalandban lesz része, mikor az elrabolt Némó nyomába indul. Veszélyekben és segítőkben egyaránt bővelkedő utazása során barátságokat köt, s megtanul egyesmást, köztük olyasmit is, amit fia már régen tud.                                                     |                       |
| Szenilla           | Ellen DeGeneres | Zakariás Éva          |
| Szenilla           | Rövidtávú memóriazavarban szenvedő palettás doktorhal, akibe Pizsi véletlenül botlik bele. Bár szokatlan állapota kezdetben komoly fejfájást okoz, optimista, barátkozó és mindig vidám természetével mégis segítségére lesz a bohóchalnak küldetésében, s Szenilla maga is úgy érzi, Pizsi társaságában kevésbé feledékeny.                       |                       |
| Némó               | Alexander Gould | Morvay Gábor          |
| Némó               | A kacska úszójú kis bohóchalat egyedül nevelte édesapja, rendkívül vigyázó módon, így nem is csoda, hogy Némó kalandvágyóan indul első iskolai napjára. Csakhamar egy búvár kezei között, majd egy sydneyi akváriumban találja magát, ahol a többi hallal szökési tervet eszel ki, amiben ő a kulcsfigura. Ehhez minden bátorságára szüksége lesz. |                       |
| Korál              | Elizabeth Perkins | Götz Anna             |
| Korál              | Pizsi felesége, akit leendő csemetéivel együtt – egy kivételével – elragad egy barrakuda. |                       |
| Búb                | Willem Dafoe | Végvári Tamás         |
| Búb                | A mór bálványhal az akváriumi csapatban a vezető szerepét tölti be. Múltja ködbe burkolózik, ám sebhelyes teste komoly megpróbáltatásokról árulkodik. Némóban ifjúkori önmagát véli felfedezni, ami a számos kudarc után újabb szökési kísérlet kitervelésére ösztönzi.                                                                            |                       |
| Lufi               | Brad Garrett | Vass Gábor            |
| Lufi               | A feszült állapotban felpuffadó gömbhal az akváriumi csapatot erősíti. |                       |
| Sztár              | Allison Janney | Horváth Lili          |
| Sztár              | A tengeri csillag az akvárium oldalára tapadva informálja társait a fogorvosi rendelő eseményeiről. |                       |
| Hypo               | Austin Pendleton | Gergely Róbert        |
| Hypo               | Szivárványszínű királygramma az akváriumban, aki betegesen irtózik a kosztól és szennyeződéstől. |                       |
| Bubi               | Stephen Root | Perjés Zoltán         |
| Bubi               | A sárga doktorhal az akvárium kincsesládát formáló díszítőeleméből előugró buborékok megszállottja. |                       |
| Süke (és Bóka)     | Vicki Lewis | Farkasinszky Edit     |
| Süke (és Bóka)     | Az akváriumi nagy poroszhal a tükröződését külön személyiségnek véli. |                       |
| Jacques            | Joe Ranft | Várkonyi András       |
| Jacques            | A csíkos tisztító garnéla felel az akvárium higiéniájáért. Francia akcentusa van. |                       |
| Iszák              | Geoffrey Rush | Epres Attila          |
| Iszák              | A tengeri barna pelikán az akvárium lakóinak barátja, aki időnként híreket hoz a kikötőből. Segítségére lesz Pizsiéknek és Némóéknak egyaránt. |                       |
| Cool               | Andrew Stanton | Galambos Péter        |
| Cool               | A Golf-áramlattal utazó tengeri teknősök egyike. Végtelenül laza, kissé lassú beszédű és előszeretettel használ szleng kifejezéseket. Pizsire hatást gyakorolnak természetéhez igazodó gyermeknevelési elvei. |                       |
| Szotyi             | Nicholas Bird | Morvay Bence          |
| Szotyi             | Cool pöttöm fiacskája. |                       |
| Protkó             | Barry Humphries | Borbély László        |
| Protkó             | Félelmetes megjelenésű nagy fehércápa, aki éppen leszokóban van a halhúsról egy tizenkét lépéses program keretében. Magával viszi Pizsit és Szenillát egyik gyűlésére, ahol egy véletlen folytán felszínre törnek gyilkos ösztönei. Pöröly és Záp társa.                                                                                           |                       |
| Pöröly             | Eric Bana | Forgács Gábor         |
| Pöröly             | Protkó és Záp pörölycápa társa. |                       |
| Záp                | Bruce Spence | Kerekes József        |
| Záp                | Protkó és Pöröly kékcápa társa. |                       |
| Plecsni tanár úr   | Bob Peterson | Faragó András         |
| Plecsni tanár úr   | A foltos sasrája maga az iskola a tengeri élőlények számára. Tanítványai a hátán utazva hallgatják előadásait az óceánmélyi környezetről. |                       |
| Holdhalak          | John Ratzenberger | ifj. Jászai László    |
| Holdhalak          | Az imitálótehetséggel megáldott halraj útbaigazítást ad Pizsinek és Szenillának. |                       |
| Dr. Philip Sherman | Bill Hunter | Kőszegi Ákos          |
| Dr. Philip Sherman | Sydney kikötője közelében működő fogorvos, akinek rendelőjét akvárium díszíti különböző tengeri élőlényekkel. Némót unokahúgának szánja ajándékba. |                       |
| Undi               | Lulu Eberling | Mánya Zsófi           |
| Undi               | Dr. Sherman fogszabályzós, csúnyácska és durva unokahúga, akinek a gondjaira bízott halak rendre elpusztulnak. |                       |
| Ráró               | Jordan Ranft | Gacsal Ádám           |
| Ráró               | A csikóhal fiú, Bob fia. |                       |
| Tüll               | Erica Beck | Kántor Kitty          |
| Tüll               | A flapjack polip lány, Ted lánya. |                       |
| Csőr               | Erik Per Sullivan | Berkes Bence          |
| Csőr               | A pillangóhal fiú, Phil fia. |                       |
| Bob                | N/A | Zalán János           |
| Bob                | A csikóhal apuka. |                       |
| Phil               | N/A | Bor Zoltán            |
| Phil               | A pillangóhal apuka. |                       |
| Ted                | N/A | Csuja Imre            |
| Ted                | A rózsaszín polip apuka. |                       |
| Trutyi             | N/A | Szűcs Sándor          |
| Trutyi             | |                       |
| Dzsuva             | N/A | Csík Csaba Krisztián  |
| Dzsuva             | |                       |
| Rák                | N/A | F. Nagy Zoltán        |
| Rák                | |                       |
| Kardhal            | N/A | Sótonyi Gábor         |
| Kardhal            | |                       |
| Tengeri madarak    | N/A | Pap Kati Welker Gábor |
| Tengeri madarak    | |                       |
| Pelikán            | N/A | Megyeri János         |
| Pelikán            | |                       |

## Háttér

### Történet
Andrew Stanton a National Geographic magazinnak adott interjúban elárulta, hogy a szereplő, Némó ötlete egy fénykép alapján támadt, melyen két bohóchal egy tengerirózsából bújik ki:
„Letaglózó volt. Fogalmam sem volt, milyen halak, de nem tudtam levenni róla a szemem. Mint szórakoztatóipari foglalkozásúnak, a tény, hogy bohóchalnak hívják őket – jobb már nem is lehetett volna. Nemigen találsz érdekesebbet ezeknél a kis halaknál, akik bújócskázni akarnak veled.”
Stanton eredetileg fokozatosan, flashbackek formájában kívánta felfedni Pizsi feleségének sorsát. Később azonban úgy találta, Pizsi így túlságosan pesszimistává, folytonosan és szükségtelenül aggódóvá válik, ezért a teljes háttértörténet korai megismertetése mellett döntött, a főszereplőt ezzel rokonszenvesebbé téve, s megalapozva túlféltésének okát.

### Szereplők
Bár William H. Macy volt az első választás Pizsi szerepére, Stanton a kezdetektől Albert Brooks-ot szerette volna a bohóchal hangjának. Brooks ugyan korábban szinkronizált A Simpson család néhány epizódjában, egy egész estés rajzfilmen a munkát igen eltérőnek találta, mivel egyedül kellett dolgoznia, a többi színész jelenléte nélkül. Szenilla szerepét kifejezetten Ellen DeGeneres-re szabták. Megan Mullally leszerződött egy szinkronszerepre a filmhez. A színésznő elmondása szerint a producerek csalódottak voltak, mikor megtudták, a Will és Grace című sorozatbeli szerepében nem a természetes beszédhangján szólal meg. Ennek ellenére arra kérték, hogy azt a stílust használja, ám miután ezt visszautasította, elküldték.

### Munkálatok
A film előkészületei már 1997-ben megkezdődtek, a munkálatok 2000 januárjában kezdődtek el, 180 fős stábbal. Az animációs csapat 28 és 50 fős létszám között ingadozott. A film egyetlen képkockájának – ami a másodperc huszonnegyed részét tölti ki a vásznon – renderelése akár négy napot is igénybe vehetett a vízalatti környezet komplexitása miatt, ahová esetenként még a napsugarak is betörnek, megvilágítva a halak pikkelyeit. A halakhoz az animátorok kutyák arckifejezéseit tanulmányozták, különös tekintettel a szemekre.
A film sikeres megvalósításának elengedhetetlen velejárója volt a vízalatti világ látványának és érzékletének hiteles megalkotása. A stáb ennek érdekében akváriumokba és búvárkodásra alkalmas helyekre is ellátogatott Montereybe és Hawaiira, tanulmányozták a Pixar saját, közel 95 literes akváriumát és részt vettek egy ichthyológus előadásán is. John Lasseter executive producer nyomására a kulcsembereknek még búvárengedélyt is szerezniük kellett, hogy ellátogathassanak a Nagy-korallzátonyhoz. A művészeti csapat valódi vízalatti és -feletti felvételek pontos másolatának elkészítésére kapott feladatot, hogy teszteljék, milyen színvonalon képesek újraalkotni azokat. Az eredményeket végül egyszerűen „túl realisztikusnak” ítélték egy animációs filmhez, attól tartva, hogy a nézők élő felvételeknek vélnék a látottakat.
A medúzás jelenetekhez a Pixar óceáni jelenetekért felelős csapata egy teljesen új árnyékolási rendszert alkotott, amit „transburrency”-nek neveztek el: egyszerre átlátszó és elmosódott az objektum, hasonlóan egy fagyos fürdőszobai ablakhoz. A fogorvosi rendelő váróját egy valódiról mintázták, ami a Pixar Animation Studios központjának közelében található, a kaliforniai Emeryville-ben.

### Zene
Lasseter Danny Elfmant képzelte el a film zeneszerzőjének, azonban Elfman visszautasította a munkát, ahogy később Hans Zimmer is. A feladat végül Thomas Newmané lett.

## Bemutató

### Kritikai fogadtatás
A kritika kiemelten dicsérte a Némó nyomábant: a Rotten Tomatoes weboldalon összegyűjtött közel 200 vélemény 98%-a pozitív kicsengésű. A lap összegzése szerint „Lélegzetelállító animáció, tehetséges szinkronmunka és remekül megírt forgatókönyv járul hozzá a Pixar újabb sikeréhez”, s valóban e három sarokpont körül forgott a prominens újságírók véleménye. Peter Travers a Rolling Stone-ban számos más film fölé emelte a Némó nyomábant, mikor azt írta: „Egy korhatárra tekintet nélkül látogatható rajzfilm mutatja meg az élőszereplős nagyfilmeknek, mi fán terem az akció, a móka és az üdítő eredetiség.” „A nyár még el sem kezdődött, mégsem valószínű, hogy találsz jobb választást a Némó nyomábannál, e káprázatos, számítógép-animációs halas mesénél, amit megható forgatókönyve és csodálatos szinkronteljesítményei tesznek nem várt szinten élvezetessé minden korosztály számára.” – írta Lou Lumenick a New York Postban. Nem ő volt az egyetlen, aki az év legjobbjai közé sorolta a filmet. Az Entertainment Weeklyben publikáló Lisa Schwarzbaum arról győzködte olvasóit, hogy „Átfésülheted akár a hét tengert, de nem fogsz ki a Némó nyomábannál viccesebb, szebb és eredetibb művészi munkát és vígjátékot.” Glenn Kenny is hasonló véleményen volt: „Nem hinném, hogy látunk még ennél jobb – azaz viccesebb vagy ennyire szívmelengető – vígjátékot idén” – jelent meg a Premiere magazinban.
A korábbi Pixar-produkciókkal összehasonlítva is győztesen emelkedett ki a film a kritikusoknál. „A legkáprázatosabbként az összes Pixar-film közül – a Toy Story 1. és 2., az Egy bogár élete és a Szörny Rt. –, a Némó kedves, erőteljes történettel és lélegzetelállító látvánnyal kényezteti a családot” – írta Claudia Puig a USA Todayben. Richard Corliss, a Time munkatársa osztotta e véleményt: „Némó, elbűvölő vízalatti fantáziájával, képes diadalt aratni a korábbi Pixar-filmek varázslatos látványvilága felett.” Carrie Rickeyt a Philadelphia Inquirerben csak módjával győzték meg a látottak: „Noha nem olyan nagyszerű, mint a Toy Story 2 és a Szörny Rt., a családi filmek pixaros aranysztenderdjei, a Némó nyomában vizuálisan elbűvölő.” A látványvilág számos újságírót lenyűgözött. „A Pixar alkalmazottai, a számítógép alkotta animáció mesterei úgy jelenítik meg az óceánt, ahogy művész eddig még soha” – írta Lawrence Toppman a Charlotte Observerben. „Azon ritka filmek egyike, amelyeknél az első sorba szerettem volna ülni, s hagyni, hogy a képek a látómezőm határára sodorjanak” – vallotta be Roger Ebert a Chicago Sun-Times oldalain. „[...] képei olyannyira bámulatosak, hogy önmagukban garantálnak egy második megtekintést” – biztosított róla Todd McCarthy a Varietyben.
A forgatókönyvet a Miami Heraldban Rene Rodriguez méltatta: „Az alkotók nem kívánták cukormázzal bevonni történetük komorabb elemeit, s ettől válik a Némó nyomában a történetmesélés ilyen erős darabjává.” Mark Caro a Chicago Tribune-ben így foglalta össze benyomását: „A Némó nyomában és pixaros elődei megragadják a gyerekek és felnőttek közös génjét, aminek a fantáziadús, szemgyönyörködtető és sziporkázó történetmesélés okoz örömet. Úgy kötődsz ezekhez a tengeri teremtményekhez, ahogy emberekhez is ritkán a vásznon. Az eredmény: egy igazi elsüllyedt kincs.” „Megvan benne az, ami a legszívhezszólóbb Disney-rajzfilmekben egykoron: elbűvölő látvány éles elmével párosítva” – írta Peter Rainer a New York magazinban. Többen is erényként írták a film javára, hogy a fiatal közönségen túl is igyekezett nézői megnyerésére: „A Pixar-produkciókban külön élvezetes, ahogy nem pusztán fiatalabb nézőit jutalmazza, hanem az idősebb kísérőket is” – mutatott rá Ann Hornaday a Washington Postban, és Jami Bernard kifejezetten ezt szerette a Némó nyomábanban: „Ez az izgalmas gyerekfilm az egymástól való elszakadás szülte aggodalomról csak a felnőttek számára érthető komikus kikacsintásokkal pereg, nagy mértékben kibővítve a potenciális közönséget” – írta a New York Daily News hasábjain.

#### Díjak és jelölések
A filmet négy Oscar-díjra jelölték 2004-ben: a legjobb eredeti forgatókönyv, a legjobb filmzene, a legjobb hangvágás és a legjobb animációs film kategóriák közül utóbbiban avatták győztessé. Golden Globe-ra jelölték a legjobb film (vígjáték/musical) kategóriában és BAFTA-ra a forgatókönyvéért, továbbá számos amerikai nagyváros kritikusi szervezete választotta meg az év legjobb animációs filmjének. A legjobb animációs filmnek és a legjobb mellékszereplő színésznőnek (DeGeneres) járó elismerés begyűjtése mellett esélyes volt még Szaturnusz-díjra a legjobb forgatókönyv és a legjobb filmzene kategóriában, s két nominációt kapott az MTV Movie Awardson: a legjobb filmre és a legjobb vígjátéki alakításra (DeGeneres) terjesztették fel. Az animációs filmeket díjazó Annie Awardson tizenkét jelöléséből kilencet váltott díjra a Némó nyomában (a fennmaradó három jelölés olyan kategóriákban fordult elő, ahol többszörösen esélyes volt a film).
2008 júniusában az Amerikai Filmintézet által közzétett tízes listák között, melyeket a „klasszikus” amerikai filmes műfajok képviselőiből állítottak össze, a Némó nyomában a 10. helyet érdemelte ki az animációs produkciók rangsorában, a tíz tízes listán szereplők címek között a legújabbként (a 2000-es évtizedből további két film került be: A Gyűrűk Ura: A Gyűrű Szövetsége és a Shrek).

### Box office
A Némó nyomában új csúcsot állított fel az animációs filmek között bemutatója hétvégéjén az észak-amerikai mozikban 70 millió dolláros bevételével (ám egy évvel később a Shrek 2 megelőzte). Az érdeklődés rendkívül lassan apadt a film iránt, így közel 340 millió dollárt gyűjtött, mire lekerült a mozik műsoráról. A világ többi részén további 525 millió dollárnak megfelelő jegybevételre tett szert a produkció, így a világszintű összeg meghaladja a 864 milliót. Ezzel második helyen futott be az éves listán (A Gyűrűk Ura: A király visszatér mögött), egyúttal a Pixar fennállásának legsikeresebb bemutatójává vált, s e címet 2010-ig, a Toy Story 3. bemutatójáig meg is őrizte.

### Lakossági megjelenések
A DVD- és VHS-megjelenés első napján, 2003. november 4-én az Egyesült Államokban összesen 8 millió példány fogyott Némó nyomábanból (ennek 80%-a DVD volt), amivel az addigi legjobb első napi eladási mutatókat jegyezte a film. 2005 januárjáig 22 millió darabot értékesítettek, 2006-tal bezárólag pedig ezen adat már 40 millión állt.

### Hatás
A film hatására ugrásszerűen megemelkedett a bohóchalak eladása az Egyesült Államokban, annak ellenére, hogy a filmben a halak háziállatként való tartása negatív felhanggal bír, s a sósvizes akváriumok fenntartása sok odafigyelést és anyagi ráfordítást igényel. A kereslet kielégítéséért 2003-ban Vanuatunál nagy mennyiségben halásztak ki bohóchalakat.
A filmben elhangzó mondat, miszerint „minden lefolyó az óceánba vezet”, a köztudat részévé vált. A víz azonban kezelésen megy át, mielőtt eléri az óceánt; a JWC Environment szennyvízkezelő eszközöket gyártó vállalat szerint ennek fényében a „Némó darálóban” cím sokkal találóbb lett volna. Sydneyben ugyanakkor a legtöbb csatornarendszer ténylegesen közvetlenül kapcsolódik a vízbe nyíló csövekhez, magas szintű kezelés nélkül (de szivattyúzás és átszűrés mellett). A film DVD-változatából kiderül, hogy egy olyan jelenet nem került bele a végső verzióba, melyben Némó valóban végigmegy egy szerkezeten, mielőtt kijut az óceánba (ellenben a Sydney Water Treatment, azaz a Sydney Vízkezelés logói többször is láthatók).
Az ausztrál turizmus erőteljesen növekedett 2003 nyarán és őszén. Az Ausztrál Turisztikai Bizottság (ATC) több marketingkampányt is indított Kínában és az Egyesült Államokban, hogy növelje Ausztrália látogatottságát, s ehhez felhasználták a Némó nyomában jeleneteit is. Queensland tagállam szintén alkalmazta a filmet a kikapcsolódni vágyók csábítására.

## Utóélet

### Musicalváltozat

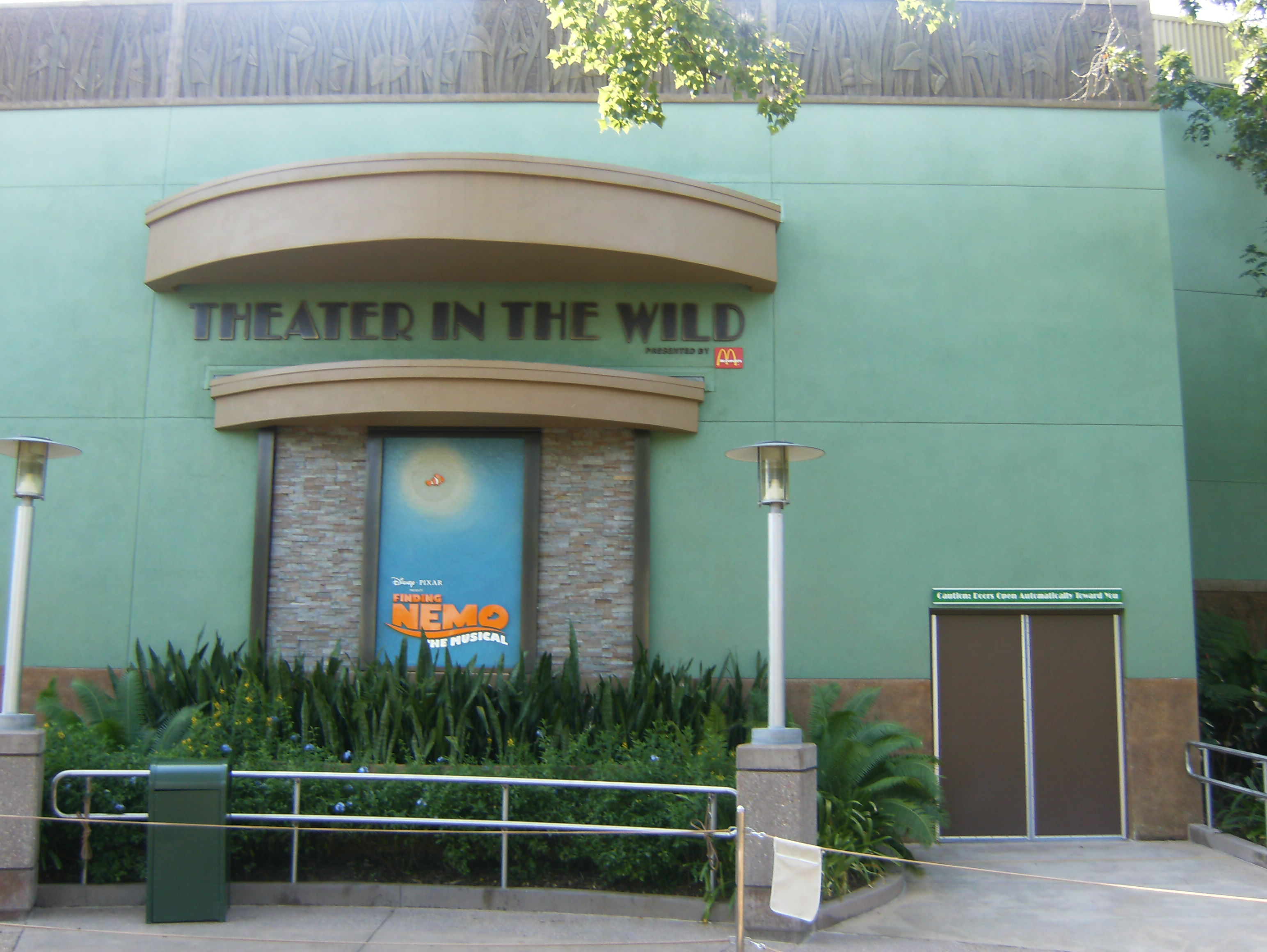
A színház bejárata, a Némó nyomában musicalváltozatának hirdetésével.

2006 januárjában az 1999-ben debütált Tarzan Rocks! című színpadi zenés produkció lekerült az orlandói Disney's Animal Kingdom színházának műsoráról, s hamarosan megerősítést nyert, hogy helyét a Némó nyomában adaptációja veszi át. 2006 áprilisában a Disney bejelentette, hogy a darab dalait a Tony-díjas Robert Lopez és felesége, Kristen Anderson-Lopez írja, s a mű „kombinálja a bábokat, táncosokat, akrobatákat és rajzolt háttérelemeket”, s az év végén mutatják be. Anderson-Lopez elmondta, hogy a Némó nyomában az egyik kedvenc filmjük, s ugyanolyan komolyan veszik a munkát, mint egy Broadway-show esetében. Mivel egy másfél órás filmet kellett fél órába sűríteniük, Anderson-Lopez és férje a film egyetlen témája köré építette a musicalt, miszerint „A világ veszélyes és csodálatos.” Peter Brosius szerződött le a rendezői posztra, a vezető báb- és díszlettervezői feladatokat pedig Michael Curryre bízták, aki a korábban nagy sikert aratott Az oroszlánkirály musicalverzióján is dolgozott.
A premierre végül 2007 januárjában került sor, s napi őt előadást tartanak belőle. Több zenei betéthez közvetlenül a film szövegéből merítettek ihletet az alkotók, amiről a dalcímek is árulkodnak. Még a bemutató havában az előadásról készült stúdiófelvételt forgalomba hoztak az iTunes Store-on, Lopez és Anderson-Lopez közreműködésével mint a főszereplők hangjai.
2009-ben a Némó nyomában musicalváltozatát – amely elsőként a Disney történetében, nem musical filmből készült – a Themed Entertainment Association Thea-díjjal jutalmazta a legjobb élő show kategóriában.

## Utalások
- A vége főcímben látható elúszni Mike Wazowski, a szintén a Disney és a Pixar által rendezett Szörny Rt. egyik főszereplője.